# Terje Olsen
Terje Olsen (Elverum, 22 dicembre 1970) è un ex calciatore norvegese, di ruolo centrocampista.

## Carriera

### Club
Olsen giocò per il Bayer Leverkusen, club per cui debuttò anche nella Bundesliga. Vestì poi la maglia dell'Elverum.

### Nazionale
Partecipò al campionato mondiale Under-20 1989 con la Nazionale di categoria. Giocò anche 4 partite per la Norvegia under 21. Esordì il 2 maggio 1989, nella sconfitta per 1-2 contro la Polonia under 21.